# 모턴인마시

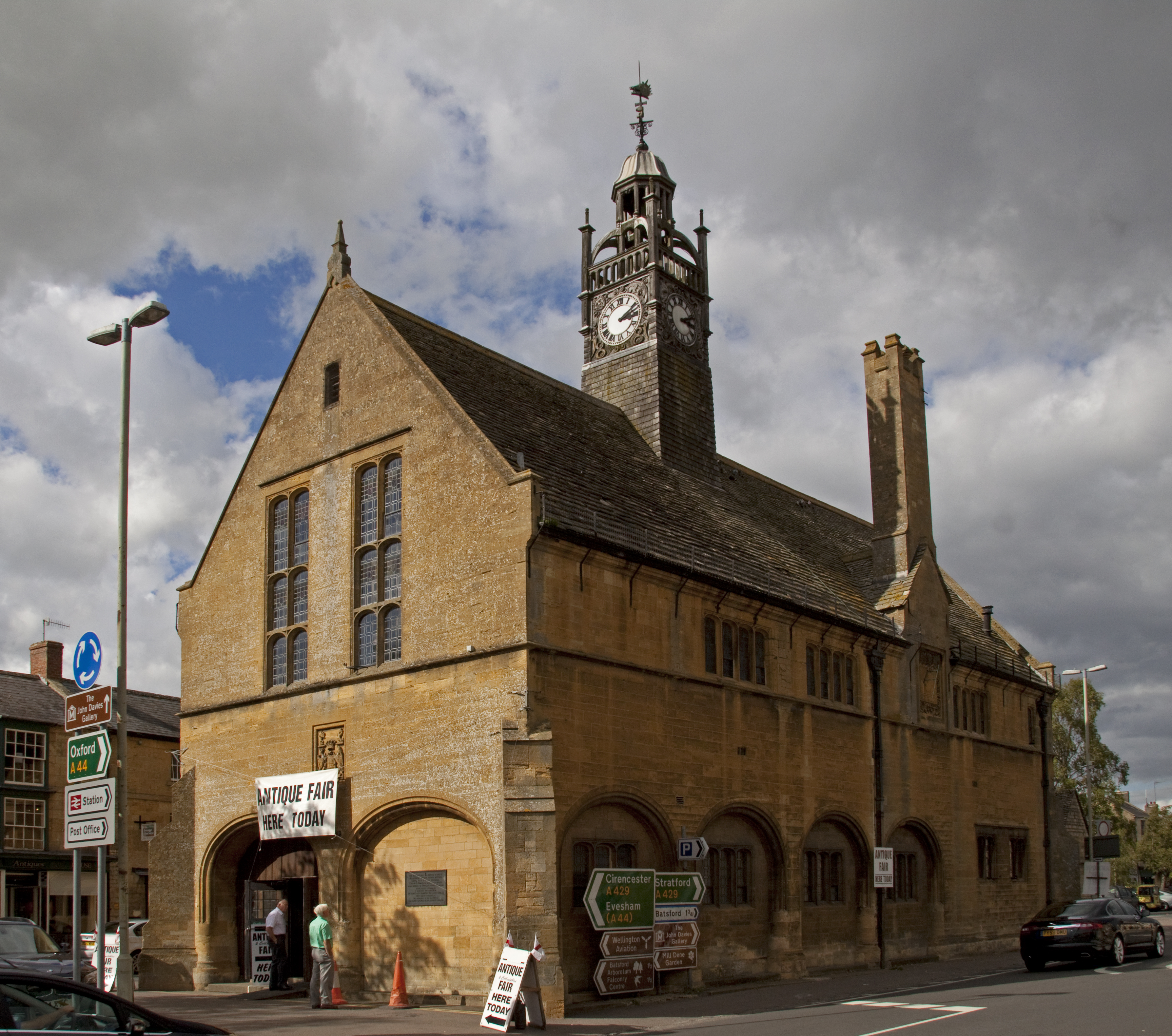
모턴인마시

모턴인마시(영어: Moreton-in-Marsh)는 잉글랜드 글로스터셔주에 위치한 도시로 인구는 3,493명(2011년 기준)이다.